# Grande Prêmio da Rússia de 2014
O Grande Prêmio da Rússia de 2014 (formalmente 2014 Formula 1 Russian Grand Prix) foi uma corrida de Fórmula 1 disputada em 12 de outubro de 2014 no Circuito de Sochi, Sochi, Rússia. Foi a primeira corrida de Fórmula 1 a ser disputada na Rússia e a 16ª etapa da temporada de 2014.
A equipe Marussia correu apenas com um carro durante o fim de semana em Sochi por respeito ao piloto Jules Bianchi, que permanecia no hospital em Yokkaichi no Japão, vindo a falecer meses depois sendo a primeira vitima de acidente fatal na F1 desde Ayrton Senna. Já a Mercedes conquistou, por antecipação, o seu primeiro título mundial de construtores. Valtteri Bottas marcou a volta mais rápida de uma corrida pela primeira vez. O presidente da Rússia, Vladimir Putin, fez a entrega dos prêmios no pódio.

## Pneus
| Nome do composto | Cor     | Cor | Banda de rolamento | Condições de condução | Dry Type*    | Aderência | Longevidade |
| ---------------- | ------- | --- | ------------------ | --------------------- | ------------ | --------- | ----------- |
| Macio            | Amarelo |     | Slick              | Seco                  | Prime/Option | Médio     | Médio       |
| Médio            | Branco  |     | Slick              | Seco                  | Prime/Option | Médio     | Médio       |

## Resultados

### Treino Classificatório
| Pos.                     | Nu. | Piloto            | Construtor           | Q1       | Q2       | Q3       | Grid |
| ------------------------ | --- | ----------------- | -------------------- | -------- | -------- | -------- | ---- |
| 1                        | 44  | Lewis Hamilton    | Mercedes             | 1:38.759 | 1:38.338 | 1:38.513 | 1    |
| 2                        | 6   | Nico Rosberg      | Mercedes             | 1:39.076 | 1:38.606 | 1:38.713 | 2    |
| 3                        | 77  | Valtteri Bottas   | Williams-Mercedes    | 1:39.125 | 1:38.971 | 1:38.920 | 3    |
| 4                        | 22  | Jenson Button     | McLaren-Mercedes     | 1:39.560 | 1:39.381 | 1:39.121 | 4    |
| 5                        | 26  | Daniil Kvyat      | Toro Rosso-Renault   | 1:40.074 | 1:39.296 | 1:39.277 | 5    |
| 6                        | 20  | Kevin Magnussen   | McLaren-Mercedes     | 1:39.735 | 1:39.022 | 1:39.629 | 111  |
| 7                        | 3   | Daniel Ricciardo  | Red Bull-Renault     | 1:40.519 | 1:39.666 | 1:39.635 | 6    |
| 8                        | 14  | Fernando Alonso   | Ferrari              | 1:40.255 | 1:39.786 | 1:39.709 | 7    |
| 9                        | 7   | Kimi Räikkönen    | Ferrari              | 1:40.098 | 1:39.838 | 1:39.771 | 8    |
| 10                       | 25  | Jean-Éric Vergne  | Toro Rosso-Renault   | 1:40.354 | 1:39.929 | 1:40.020 | 9    |
| 11                       | 1   | Sebastian Vettel  | Red Bull-Renault     | 1:40.382 | 1:40.052 |          | 10   |
| 12                       | 27  | Nico Hülkenberg   | Force India-Mercedes | 1:40.273 | 1:40.058 |          | 171  |
| 13                       | 11  | Sergio Pérez      | Force India-Mercedes | 1:40.723 | 1:40.163 |          | 12   |
| 14                       | 21  | Esteban Gutiérrez | Sauber-Ferrari       | 1:41.159 | 1:40.536 |          | 13   |
| 15                       | 99  | Adrian Sutil      | Sauber-Ferrari       | 1:40.766 | 1:40.984 |          | 14   |
| 16                       | 8   | Romain Grosjean   | Lotus-Renault        | 1:42.526 | 1:41.397 |          | 15   |
| 17                       | 9   | Marcus Ericsson   | Caterham-Renault     | 1:42.648 |          |          | 16   |
| 18                       | 19  | Felipe Massa      | Williams-Mercedes    | 1:43.064 |          |          | 18   |
| 19                       | 10  | Kamui Kobayashi   | Caterham-Renault     | 1:43.166 |          |          | 19   |
| 20                       | 13  | Pastor Maldonado  | Lotus-Renault        | 1:43.205 |          |          | 202  |
| 21                       | 4   | Max Chilton       | Marussia-Ferrari     | 1:43.649 |          |          | 211  |
| Tempo dos 107%: 1:45.672 |     |                   |                      |          |          |          |      |

Notas
- ↑1  – Kevin Magnussen, Nico Hülkenberg e Max Chilton perderam cinco posições no grid de largada por terem trocado o câmbio.
- ↑2  – Pastor Maldonado possuía cinco posições para pagar por ter estourado o limite permitido de motores para a temporada.

### Corrida
| Pos.   | Nu. | Piloto            | Construtor           | Voltas' | Tempo/Retirado | Grid | Pts. |
| ------ | --- | ----------------- | -------------------- | ------- | -------------- | ---- | ---- |
| 1      | 44  | Lewis Hamilton    | Mercedes             | 53      | 1:31:50.744    | 1    | 25   |
| 2      | 6   | Nico Rosberg      | Mercedes             | 53      | +13.657        | 2    | 18   |
| 3      | 77  | Valtteri Bottas   | Williams-Mercedes    | 53      | +17.425        | 3    | 15   |
| 4      | 22  | Jenson Button     | McLaren-Mercedes     | 53      | +30.234        | 4    | 12   |
| 5      | 20  | Kevin Magnussen   | McLaren-Mercedes     | 53      | +53.616        | 11   | 10   |
| 6      | 14  | Fernando Alonso   | Ferrari              | 53      | +1:00.160      | 7    | 8    |
| 7      | 3   | Daniel Ricciardo  | Red Bull-Renault     | 53      | +1:01.812      | 6    | 6    |
| 8      | 1   | Sebastian Vettel  | Red Bull-Renault     | 53      | +1:06.185      | 10   | 4    |
| 9      | 7   | Kimi Räikkönen    | Ferrari              | 53      | +1:18.877      | 8    | 2    |
| 10     | 11  | Sergio Pérez      | Force India-Mercedes | 53      | +1:20.670      | 12   | 1    |
| 11     | 19  | Felipe Massa      | Williams-Mercedes    | 53      | +1:20.877      | 18   |      |
| 12     | 27  | Nico Hülkenberg   | Force India-Mercedes | 53      | +1:21.309      | 17   |      |
| 13     | 25  | Jean-Éric Vergne  | Toro Rosso-Renault   | 53      | +1:37.295      | 9    |      |
| 14     | 26  | Daniil Kvyat      | Toro Rosso-Renault   | 53      | +1 volta       | 5    |      |
| 15     | 21  | Esteban Gutiérrez | Sauber-Ferrari       | 52      | +1 volta       | 13   |      |
| 16     | 99  | Adrian Sutil      | Sauber-Ferrari       | 52      | +1 volta       | 14   |      |
| 17     | 8   | Romain Grosjean   | Lotus-Renault        | 52      | +1 volta       | 15   |      |
| 18     | 13  | Pastor Maldonado  | Lotus-Renault        | 52      | +1 volta       | 21   |      |
| 19     | 9   | Marcus Ericsson   | Caterham-Renault     | 51      | +2 voltas      | 16   |      |
| Ret    | 10  | Kamui Kobayashi   | Caterham-Renault     | 22      | Freio          | 19   |      |
| Ret    | 4   | Max Chilton       | Marussia-Ferrari     | 10      | Suspensão      | 20   |      |
| Fonte: |     |                   |                      |         |                |      |      |

## Tabela do campeonato após a corrida
Somente as cinco primeiras posições estão incluídas nas tabelas.
| Pos | Piloto           | Pontos | Var |
| --- | ---------------- | ------ | --- |
| 1   | Lewis Hamilton   | 291    | 0   |
| 2   | Nico Rosberg     | 274    | 0   |
| 3   | Daniel Ricciardo | 199    | 0   |
| 4   | Valtteri Bottas  | 145    | 2   |
| 5   | Sebastian Vettel | 143    | 1   |

| Pos | Construtor        | Pontos | Var |
| --- | ----------------- | ------ | --- |
| 1   | Mercedes          | 565    | 0   |
| 2   | Red Bull-Renault  | 342    | 0   |
| 3   | Williams-Mercedes | 216    | 0   |
| 4   | Ferrari           | 188    | 0   |
| 5   | McLaren-Mercedes  | 143    | 1   |

|  |         |
|  | Campeão |